# Universidad Francisco de Vitoria
L'Universidad Francisco de Vitoria è un'università privata di indirizzo cattolico con sede a Madrid, in Spagna.
L'università fu fondato nel 1993 come centro universitario affiliato all'Università Complutense di Madrid. È amministrata dal movimento apostolico Regnum Christi. È intitolata al giurista domenicano Francisco de Vitoria, padre del diritto internazionale.